# Bahnstrecke Nouadhibou–M’Haoudat
| |                      |                           |                           |
| Streckenlänge: | 700 km               |                           |                           |
| Spurweite: | 1435 mm (Normalspur) |                           |                           |
| |                      |                           |                           |
| \| \| 0 \| Hafen, Wendeschleife \| Hafen, Wendeschleife \| \| \| 0 \| Nouadhibou \| Nouadhibou \| \| \| 96 \| Bu Lanuar \| Bu Lanuar \| \| \| 155 \| Kilometer 155 \| Kilometer 155 \| \| \| 179 \| Kilometer 179 \| Kilometer 179 \| \| \| 222 \| Agueijit \| Agueijit \| \| \| 255 \| Inal \| Inal \| \| \| 287 \| Kilometer 287 \| Kilometer 287 \| \| \| 318 \| Tmeimitschatt \| Tmeimitschatt \| \| \| 348 \| Kilometer 348 \| Kilometer 348 \| \| \| 393 \| Ben Amira \| Ben Amira \| \| \| 415 \| Kilometer 415 \| Kilometer 415 \| \| \| 459,5 \| Choum \| Choum \| \| \| \| \| \| \| \| \| Mauretanien / West-Sahara \| \| \| \| \| \| \| \| \| \| West-Sahara / Mauretanien \| \| \| \| 478 \| Kilometer 478 \| Kilometer 478 \| \| \| 485 \| Char \| Char \| \| \| \| \| \| \| \| 568 \| Tuadschil \| Tuadschil \| \| \| 624 \| Kilometer 624 \| Kilometer 624 \| \| \| 629 \| F’dérik \| F’dérik \| \| \| \| \| \| \| \| 670 \| El Rhein \| El Rhein \| \| \| 700 \| M’Haoudat \| M’Haoudat \| \| \| 652 \| Zouérat \| Zouérat \| \| \| \| Beladestelle 2 \| \| \| \| \| \| \| \| \| \| Beladestelle 1 \| \| |                      |                           |                           |
| Betriebs-/Güterbahnhof Streckenanfang | 0                    | Hafen, Wendeschleife      | Hafen, Wendeschleife      |
| Bahnhof | 0                    | Nouadhibou                | Nouadhibou                |
| ehemaliger Bahnhof | 96                   | Bu Lanuar                 | Bu Lanuar                 |
| Dienststation / Betriebs- oder Güterbahnhof | 155                  | Kilometer 155             | Kilometer 155             |
| ehemaliger Dienststation / Betriebs- oder Güterbahnhof | 179                  | Kilometer 179             | Kilometer 179             |
| Bahnhof | 222                  | Agueijit                  | Agueijit                  |
| Bahnhof | 255                  | Inal                      | Inal                      |
| Dienststation / Betriebs- oder Güterbahnhof | 287                  | Kilometer 287             | Kilometer 287             |
| Bahnhof | 318                  | Tmeimitschatt             | Tmeimitschatt             |
| Dienststation / Betriebs- oder Güterbahnhof | 348                  | Kilometer 348             | Kilometer 348             |
| ehemaliger Bahnhof | 393                  | Ben Amira                 | Ben Amira                 |
| Dienststation / Betriebs- oder Güterbahnhof | 415                  | Kilometer 415             | Kilometer 415             |
| Bahnhof | 459,5                | Choum                     | Choum                     |
| Abzweig ehemals geradeaus und nach links · Strecke von rechts |                      |                           |                           |
| Strecke (außer Betrieb) · Grenze |                      | Mauretanien / West-Sahara | Mauretanien / West-Sahara |
| Tunnel (Strecke außer Betrieb) · Strecke |                      |                           |                           |
| Strecke (außer Betrieb) · Grenze |                      | West-Sahara / Mauretanien | West-Sahara / Mauretanien |
| Dienststation / Betriebs- oder Güterbahnhof (Strecke außer Betrieb) · Strecke | 478                  | Kilometer 478             | Kilometer 478             |
| Bahnhof (Strecke außer Betrieb) · Strecke | 485                  | Char                      | Char                      |
| Abzweig ehemals geradeaus und von links · Strecke nach rechts |                      |                           |                           |
| ehemaliger Bahnhof | 568                  | Tuadschil                 | Tuadschil                 |
| ehemaliger Dienststation / Betriebs- oder Güterbahnhof | 624                  | Kilometer 624             | Kilometer 624             |
| Bahnhof | 629                  | F’dérik                   | F’dérik                   |
| Abzweig geradeaus und nach links · Strecke von rechts |                      |                           |                           |
| Strecke · Dienststation / Betriebs- oder Güterbahnhof | 670                  | El Rhein                  | El Rhein                  |
| Strecke · Betriebs-/Güterbahnhof Streckenende | 700                  | M’Haoudat                 | M’Haoudat                 |
| Bahnhof | 652                  | Zouérat                   | Zouérat                   |
| Strecke · Betriebs-/Güterbahnhof Streckenanfang |                      | Beladestelle 2            | Beladestelle 2            |
| Abzweig geradeaus und von links · Strecke nach rechts |                      |                           |                           |
| Betriebs-/Güterbahnhof Streckenende |                      | Beladestelle 1            | Beladestelle 1            |

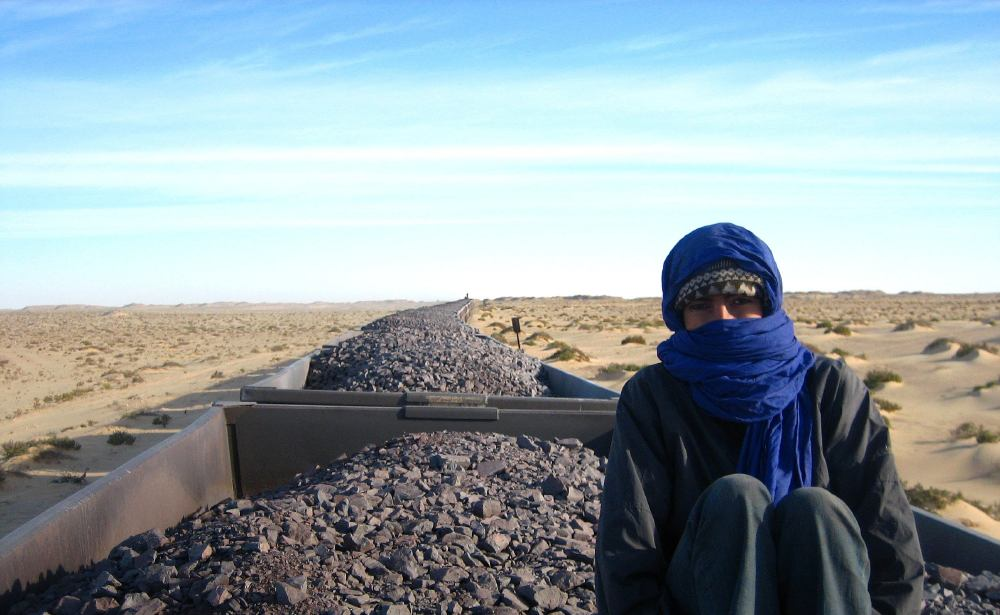
Mitfahrt auf einem Erzwagen

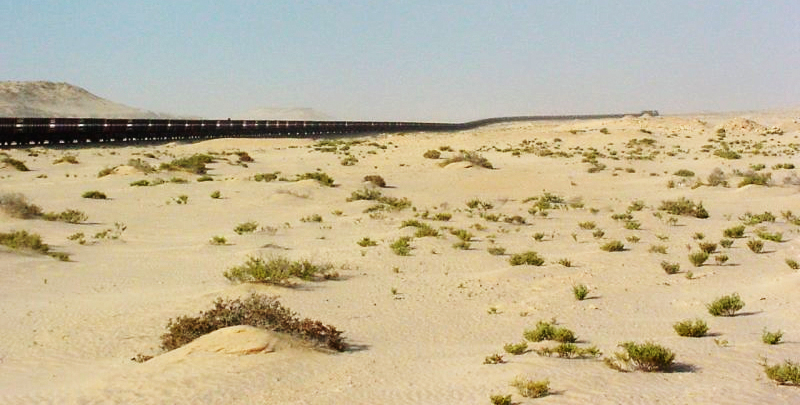
Zug auf der Strecke

Die Bahnstrecke Nouadhibou–M’Haoudat ist die einzige Eisenbahn Mauretaniens. Sie verbindet die Eisenerzbergwerke bei Zouérat mit der Hafenstadt Nouadhibou am Atlantik.

## Geschichte
Die zunächst 652 Kilometer lange Strecke wurde ab 1957 in Normalspur von dem damaligen Betreiber der Eisenerzbergwerke, der Société Anonyme des Mines de fer da la Mauritanie, zwischen dem Atlantik-Hafen Nouadhibou und den Erzbergwerken von Choum und Zouérat errichtet und im Juni 1963 in Betrieb genommen. Später kam eine ca. 70 Kilometer lange Stichstrecke, die vom Bahnhof F’dérik abzweigt, zum Bergwerk M’Haoudat hinzu. Außerdem wurde die Strecke nördlich von Choum neu trassiert.
Nach der 1974 erfolgten Verstaatlichung der Société Anonyme des Mines de fer da la Mauritanie wird die Bahn heute von der Société Nationale Industrielle et Minière (SNIM) betrieben.

## Streckenverlauf
Die Strecke verläuft durch weitgehend unbesiedeltes Gebiet in der westlichen Sahara. Der Verladehafen befindet sich nahe der Südspitze der Halbinsel Ras Nouadhibou. Von dort führt die Strecke an der Stadt Nouadhibou vorbei nach Norden, wendet sich dann nach Osten, und folgt über 400 Kilometer mit wenigen Kilometern Abstand der Grenze zu Westsahara, um bei Choum nach Norden zu schwenken.
Die ursprüngliche Strecke verlief nördlich von Choum durch topografisch problematisches Gelände, das unter anderem einen Tunnel erforderlich machte. Die Seite des Berges, die zur Westsahara gehört, fällt steil ab und das anschließende Gelände ist eben. Hier wurde der ursprüngliche Streckenverlauf aufgegeben und die Bahn 1978 (nach anderen Angaben erfolgte die Neutrassierung zwischen 1995 und 2005) neu trassiert. Dafür musste die Strecke allerdings etwa fünf Kilometer über das Territorium der Westsahara geführt werden, während die ursprüngliche Streckenführung vollständig auf mauretanischem Staatsgebiet verlief. Bis F’dérik verläuft die Strecke dann in größerer Entfernung zur Grenze. Nordöstlich der Stadt teilt sich die Strecke. Der eine Abzweig führt nach Zouérat, der andere nach Nordosten zu weiteren, später erschlossenen Bergwerken.

## Betrieb
Auf der eingleisigen Strecke gibt es mehrere Betriebsstellen, die Zugkreuzungen ermöglichen. Um Züge wenden zu können, gibt es mehrere Gleisdreiecke und eine Wendeschleife im Hafen von Nouadhibou. Wartungseinrichtungen für die Züge bestehen in Nouadhibou und Zouérat.
Die Strecke ist derzeit für eine Radsatzlast von 26 Tonnen ausgelegt. Diese soll künftig auf 30 Tonnen angehoben werden. Die Gleise müssen immer wieder vom angewehten Sand befreit werden.
Die Strecke dient vor allem dem Erztransport. Sie erreicht eine Kapazität von 14 Millionen Tonnen pro Jahr. Pro Tag verkehren zurzeit in jede Richtung drei Züge. Im Jahr 2013 begann der Neubau von zwei Ausweichstellen, um ein viertes Zugpaar verkehren lassen zu können. Die Züge sind bis zu 2,5 Kilometer lang und damit die längsten planmäßig verkehrenden Züge der Welt. Sie haben ein Gesamtgewicht von bis zu 17.000 Tonnen und werden entweder von zwei je 3310 kW oder vier je 2425 kW starken EMD-Diesellokomotiven gezogen. Seit 2011 werden sechs neue Lokomotiven der Baureihe EMD SD70ACS mit Drehstromantriebstechnik eingesetzt.
Neben Erz werden auch andere Güter befördert. Die Züge dienen der Versorgung der Städte F’dérik und Zouérat mit Wasser. Flachwagen zum Fahrzeugtransport werden auf Anfrage angehängt. Für den Reiseverkehr wird in einen Zug pro Tag ein Personenwagen eingestellt, der in der Regel überbelegt und in schlechtem Zustand ist. Es ist allerdings möglich, kostenlos auf den Erzwagen mitzufahren.
Durch das konzerneigene Unternehmen Société Mauritanienne de Service et de Tourisme wird unter der Bezeichnung Train du désert seit 1999 ein Zug speziell für Touristen bestehend aus einem Schlafwagen und einem Doppelstockwagen vorgehalten und im touristischen Betrieb eingesetzt.

## Lokomotiven
| Nr.          | Hersteller          | Baureihe | Anzahl | Leistung | Baujahr   | Foto |
| ------------ | ------------------- | -------- | ------ | -------- | --------- | --- |
| BB01-12 (?)  | Brissonneau et Lotz |          |        |          |           | BB05 im Lokfriedhof F´derik im Februar 2025                                                                  |
| BB201–208    | EMD                 | GPL-15T  | 08     | 1100 kW  |           | |
| BB209–216    | EMD                 | GPL-15T  | 08     | 1100 kW  |           | |
| CC01–11      | Alsthom             |          | 11     |          | 1961–1962 | |
| CC12–21      | Alsthom             |          | 10     |          | 1965      | CC 20 im Lokfriedhof F´derik im Februar 2025                                                                 |
| CC101–106    | EMD                 | SDL40-2  | 06     | 2240 kW  | 1981      | CC 102, 106 und 104 mit Erzzug bei der Kreuzung mit dem Le Train du desert im Bahnhof km 420 im Februar 2025 |
| CC107–110    | EMD                 | SDL40-2  | 04     | 2240 kW  | 1988      | |
| CC111–116    | EMD                 | SDL40-2  | 06     | 2240 kW  | 1993      | |
| CC117–121    | EMD                 | SDL40-2  | 05     | 2240 kW  | 1997      | |
| CC122–127(?) | EMD                 | SD70ACS  | 06     | 2240 kW  | 2011(?)   | |